# Sanehen
Sanehen is een bestuurslaag in het regentschap Aceh Tengah van de provincie Atjeh, Indonesië. Sanehen telt 551 inwoners (volkstelling 2010).